# Andreja Mali
Andreja Mali (* 17. November 1977 in Ljubljana) ist eine ehemalige slowenische Biathletin und vormalige Skilangläuferin.

## Karriere
Andreja Mali vom TSK Jub Dob Prii Ljubljani betreibt seit 2000 Biathlon und gehört seitdem auch dem slowenischen Nationalkader an. Die Ausbilderin beim Militär aus Kamnik debütierte 2001 bei einem Sprint (49.) im Biathlon-Weltcup. In ihrer ersten Saison konnte sie zunächst in keinem Rennen die Punkteränge erreichen, gehörte aber beim Saisonhöhepunkt zum slowenischen Kader der Olympischen Winterspiele 2002 in Salt Lake City. Hier erreichte sie in Sprint (27.) und Verfolgung (32.) ihre bis dato besten Platzierungen in Einzelrennen. In der nächsten Saison gehörte sie zur erweiterten Weltspitze und konnte mehrere erstklassige Ergebnisse erreichen. So wurde sie in Pokljuka Sprint-Achte, ebenso in Oslo am Holmenkollen. Ihr bislang bestes Ergebnis erreichte sie als Vierte bei einem Massenstartrennen in Antholz.
Seit 2003 nahm Mali mehrfach an Biathlon-Weltmeisterschaften teil. Besonders gut lief es bei den Biathlon-Weltmeisterschaften 2004 in Oberhof, wo sie 14. im Einzel und 18. im Massenstart wurde. Auch recht gut verliefen die Biathlon-Weltmeisterschaften 2007 in Antholz. Hier wurde sie 16. in der Verfolgung und Vierte mit der Damenstaffel. 2006 nahm sie erneut an Olympischen Spielen teil. Im Einzel wurde sie 21., mit der Staffel Sechste. Auch 2010 startete Andreja Mali bei Olympischen Winterspielen. In Vancouver war ihr bestes Resultat der 19. Platz im Einzel. Mit der Staffel belegte sie Rang 8. Bei den Biathlon-Weltmeisterschaften 2012 in Ruhpolding gewann sie mit der slowenischen Mixed-Staffel die Silbermedaille. Im Weltcup 2016/17 sprang sie beim Heimweltcup auf der Pokljuka noch einmal als Staffelläuferin ein, da aufgrund von Ausfällen nur noch drei andere Läuferinnen zur Verfügung standen.
Ursprünglich kommt Mali von Skilanglauf. Hier bestritt sie seit 1995 (52. Platz bei einem 5-Kilometerrennen in Davos) Weltcuprennen. Besonders erfolgreich ist sie als Sprinterin. In Mailand kam sie 1997 erstmals bei einem Sprintweltcup als Fünfte unter die besten 10. Im Dezember 1998 lief sie in Sprintrennen dreimal aufs Podium, in Mailand und Kitzbühel wurde sie Zweite. Auch nach ihrem Wechsel zu den Biathleten startet Mali sporadisch weiterhin im Skilanglauf-Weltcup. So startete sie beispielsweise bei den Olympischen Spielen von Salt Lake City im Sprint und wurde Siebte. An Weltmeisterschaften nahm sie 1997 in Trondheim, 1999 in Ramsau, 2001 in Lahti und 2003 im Val di Fiemme – zuletzt nur noch im Sprint – ohne größere Erfolge teil.

## Biathlon-Weltcup-Platzierungen
Die Tabelle zeigt alle Platzierungen (je nach Austragungsjahr einschließlich Olympische Spiele und Weltmeisterschaften).
- 1.–3. Platz: Anzahl der Podiumsplatzierungen
- Top 10: Anzahl der Platzierungen unter den ersten zehn (einschließlich Podium)
- Punkteränge: Anzahl der Platzierungen innerhalb der Punkteränge (einschließlich Podium und Top 10)
- Starts: Anzahl gelaufener Rennen in der jeweiligen Disziplin
- Staffel: inklusive Mixed- und Single-Mixed-Staffeln

| Platzierung         | Einzel | Sprint | Verfolgung | Massenstart | Staffel | Gesamt |
| ------------------- | ------ | ------ | ---------- | ----------- | ------- | ------ |
| 1. Platz            |        |        |            |             |         |        |
| 2. Platz            |        |        |            |             | 1       | 1      |
| 3. Platz            |        |        |            |             | 1       | 1      |
| Top 10              | 1      |        | 1          | 1           | 37      | 40     |
| Punkteränge         | 17     | 46     | 32         | 16          | 53      | 164    |
| Starts              | 45     | 127    | 78         | 16          | 53      | 319    |
| Stand: Karriereende |        |        |            |             |         |        |

## Skilanglauf-Weltcup-Platzierungen
Die Tabelle zeigt die erreichten Platzierungen im Einzelnen.
- 1.–3. Platz: Anzahl der Podiumsplatzierungen
- Top 10: Anzahl der Platzierungen unter den ersten zehn
- Punkteränge: Anzahl der Platzierungen innerhalb der Punkteränge
- Starts: Anzahl gelaufener Rennen in der jeweiligen Disziplin
- Hinweis: Bei den Distanzrennen erfolgt die Einordnung gemäß FIS.

| Platzierung         | Distanzrennen a | Distanzrennen a | Distanzrennen a | Distanzrennen a | Distanzrennen a | Skiathlon Verfolgung | Sprint | Etappen- rennen b | Gesamt | Team c | Team c  |
| Platzierung         | ≤ 5 km          | ≤ 10 km         | ≤ 15 km         | ≤ 30 km         | > 30 km         | Skiathlon Verfolgung | Sprint | Etappen- rennen b | Gesamt | Sprint | Staffel |
| ------------------- | --------------- | --------------- | --------------- | --------------- | --------------- | -------------------- | ------ | ----------------- | ------ | ------ | ------- |
| 1. Platz            |                 |                 |                 |                 |                 |                      |        |                   |        |        |         |
| 2. Platz            |                 |                 |                 |                 |                 |                      | 2      |                   | 2      |        |         |
| 3. Platz            |                 |                 |                 |                 |                 |                      | 1      |                   | 1      |        |         |
| Top 10              |                 |                 |                 |                 |                 |                      | 7      |                   | 7      | 2      |         |
| Punkteränge         | 2               | 1               |                 |                 |                 |                      | 19     |                   | 22     | 3      |         |
| Starts              | 13              | 10              | 2               | 1               |                 |                      | 21     |                   | 47     | 3      |         |
| Stand: Karriereende |                 |                 |                 |                 |                 |                      |        |                   |        |        |         |